# Маєнн (округ)
Округ Маєнн (фр. Arrondissement de Mayenne) — округ у Франції, в департаменті Маєнн. 2023 року округ об'єднував 130 муніципалітетів, населення становило 118 694 особи.
Адміністративний центр (супрефектура) — Маєнн.

## Муніципалітети
Список муніципалітетів округу та їхні коди INSEE:
1. Авертон (53013)
2. Алексен (53002)
3. Амбе (53113)
4. Амбрієр-ле-Валле (53003)
5. Андує (53005)
6. Арданж (53114)
7. Арон (53008)
8. Ассе-ле-Беранже (53010)
9. Бе (53016)
10. Бельжар (53028)
11. Бландуе-Сен-Жан (53228)
12. Бре (53043)
13. Бресе (53042)
14. Буле-лез-Іф (53038)
15. Веж (53267)
16. В'єві (53270)
17. Віллен-ла-Жуель (53271)
18. Вільпай (53272)
19. Вімартен-сюр-Орт (53239)
20. Воторт (53269)
21. Вутре (53276)
22. Горрон (53107)
23. Гразе (53109)
24. Дезертін (53091)
25. Еврон (53097)
26. Ерне (53096)
27. Ерсе (53115)
28. Жаврон-ле-Шапель (53121)
29. Жевр (53106)
30. Жен (53105)
31. Жублен (53122)
32. Жувіньє (53123)
33. Ізе (53120)
34. Карель (53047)
35. Коломб'є-дю-Плессі (53071)
36. Комме (53072)
37. Конте (53074)
38. Кренн-сюр-Фробе (53085)
39. Куем-Восе (53079)
40. Курсіте (53083)
41. Кутрен (53080)
42. Ла-Базож-Монпенсон (53021)
43. Ла-Базуж-дез-Алле (53023)
44. Ла-Баконьєр (53015)
45. Ла-Біготьєр (53031)
46. Ла-Доре (53093)
47. Ла-Е-Траверсен (53111)
48. Ла-Круаксій (53086)
49. Ла-Паллю (53173)
50. Ла-Пельрин (53177)
51. Ла-Шапель-о-Рибуль (53057)
52. Ла-Шапель-Ренсуен (53059)
53. Ландіві (53125)
54. Ларшам (53126)
55. Лассе-ле-Шато (53127)
56. Ле-Ам (53112)
57. Ле-Ор (53116)
58. Ле-Па (53176)
59. Ле-Рибе (53190)
60. Ле-Уссо-Бретіньоль (53118)
61. Лебуа (53131)
62. Леваре (53132)
63. Ліве (53134)
64. Ліньєр-Оржер (53133)
65. Луфужер (53139)
66. Мадре (53142)
67. Маєнн (53147)
68. Марсіє-ла-Віль (53144)
69. Мартіньє-сюр-Маєнн (53146)
70. Мезанже (53153)
71. Монсюр (53161)
72. Монтене (53155)
73. Монтоден (53154)
74. Монтрей-Пуле (53160)
75. Муле (53162)
76. Неї-ле-Ванден (53164)
77. Но (53163)
78. Париньє-сюр-Бре (53174)
79. Пласе (53179)
80. Понмен (53181)
81. Пре-ан-Пай-Сен-Самсон (53185)
82. Равіньї (53187)
83. Ренн-ан-Гренуй (53189)
84. Сасе (53195)
85. Сен-Бертевен-ла-Таньєр (53202)
86. Сен-Бодель (53200)
87. Сен-Дені-де-Гастін (53211)
88. Сен-Жермен-д'Анксюр (53222)
89. Сен-Жермен-де-Куламе (53223)
90. Сен-Жермен-ле-Гійом (53225)
91. Сен-Жорж-Бюттаван (53219)
92. Сен-Жорж-ле-Флешар (53220)
93. Сен-Жорж-сюр-Ерв (53221)
94. Сен-Жульєн-дю-Терру (53230)
95. Сен-Ілер-дю-Мен (53226)
96. Сен-Кале-дю-Дезер (53204)
97. Сен-Леже (53232)
98. Сен-Лу-дю-Гаст (53234)
99. Сен-Марс-дю-Дезер (53236)
100. Сен-Марс-сюр-Кольмон (53237)
101. Сен-Марс-сюр-ла-Фюте (53238)
102. Сен-П'єрр-де-Ланд (53245)
103. Сен-П'єрр-де-Ні (53246)
104. Сен-П'єрр-сюр-Ерв (53248)
105. Сен-Сір-ан-Пай (53208)
106. Сен-Тома-де-Курсер'є (53256)
107. Сен-Фрембо-де-Прієр (53216)
108. Сент-Ельє-дю-Мен (53213)
109. Сент-Еньян-де-Кутрен (53196)
110. Сент-Жемм-ле-Робер (53218)
111. Сент-Марі-дю-Буа (53235)
112. Сент-Обен-дю-Дезер (53198)
113. Сент-Обен-Фосс-Лувен (53199)
114. Сент-Сюзанн-е-Шамм (53255)
115. Сольж (53257)
116. Сусе (53261)
117. Ториньє-ан-Шарні (53264)
118. Торсе-Вів'є-ан-Шарні (53265)
119. Тран (53266)
120. Тюбеф (53263)
121. Уассо (53170)
122. Фужероль-дю-Плессі (53100)
123. Шайян (53048)
124. Шамженете (53053)
125. Шампеон (53051)
126. Шамфремон (53052)
127. Шантриньє (53055)
128. Шаршиньє (53061)
129. Шатійон-сюр-Кольмон (53064)
130. Шевеньє-дю-Мен (53069)